# Lac de Jaman

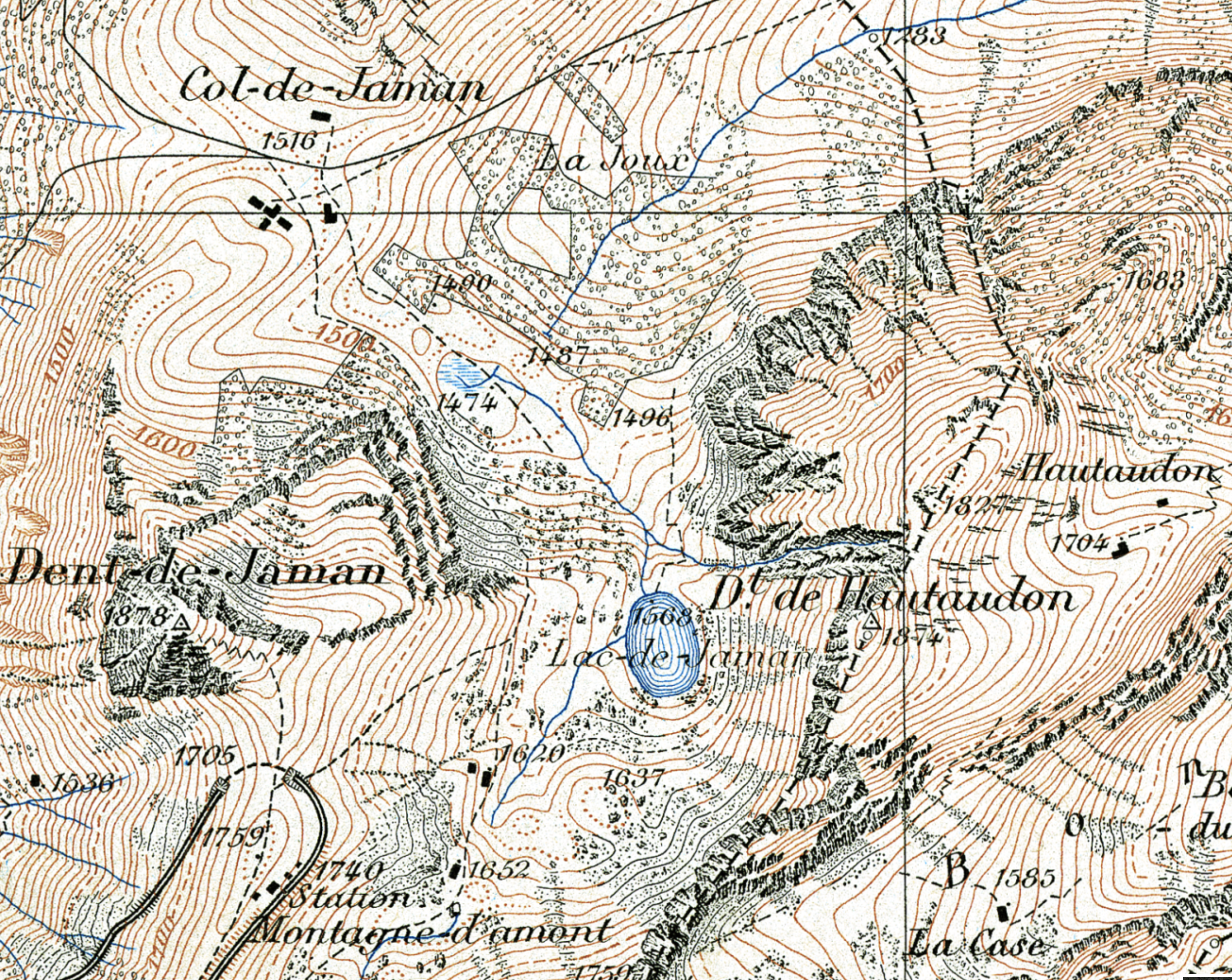
Siegfriedkarte von 1900 mit dem Lac de Jaman

Der Lac de Jaman ist ein ehemaliger Bergsee in den Schweizer Alpen, der im frühen 20. Jahrhundert durch Verlandung verschwunden ist.
Der See lag in den Waadtländer Voralpen im Gebiet der Stadtgemeinde Montreux. Das davon stammende Biotop befindet sich im Areal des Parc naturel régional Gruyère Pays-d’Enhaut.
In der Berglandschaft der Alp Jaman, die sich östlich des Bergübergangs Col de Jaman befindet, bilden Geländerippen aus Moränenmaterial oder Erosionsschutt zwischen den Bergen Dent de Jaman und Dent de Hautaudon zwei Senken, in denen sich nach dem Ende der letzten Kaltzeit kleine Seen gebildet hatten. Die beiden Gewässer lagen im Quellgebiet des Wildbaches Ruisseau des Cases, eines Nebenflusses des Hongrin. Mit diesem lagen die Bergseen im Einzugsgebiet der Saane und somit des Rheins. Während vom höher gelegenen Lac de Jaman das Wasser durch einen Bach zur tieferen Senke abfloss, hat diese nur einen unterirdischen Abfluss, von wo aus der versickerte Bach erst hundert Meter tiefer in einer Quelle bei der Alp La Joux wieder an der Oberfläche erscheint. In der Umgebung dieser Versickerungsstelle entsteht bei starkem Niederschlag im Einzugsbereich oder nach der Schneeschmelze im Frühling kurzzeitig ein kleiner See.
Der Lac de Jaman lag auf der Höhe von 1568 m. ü. M. und hatte um 1900 noch eine Fläche von rund einer Hektare. Der flache See befand sich unterhalb der mächtigen Schutthalde am Fuss der Westwand der Dent de Hautaudon und wurde bis zum frühen 20. Jahrhundert mit feinem, aus diesem Gebiet angeschwemmten Material verfüllt. Möglicherweise hat man die Abflussrinne künstlich vertieft, um das Wasser schneller ablaufen zu lassen und dadurch mehr Weidefläche für die Alpsömmerung zu erhalten. Um die Wende zum 21. Jahrhundert liegt an dieser Stelle ein Sumpfgebiet, das vom Rand her allmählich austrocknet und von der Flora aus den umliegenden Alpweiden besiedelt wird.
Westlich des ehemaligen Bergsees lag eine alte Alpsiedlung, von der noch die Überreste einiger Gebäude sichtbar sind. Daneben führt ein Wirtschaftsweg zur neueren Alpsiedlung Montagne d’Amont und zur Bahnstation Jaman der Rochers de Naye-Bahn.
Im Jahr 1892 gestalteten Botaniker aus Vevey beim Lac de Jaman einen Alpengarten, um Gebirgspflanzen zu pflegen und zu vermehren. Dieser Garten wurde später durch eine neue Pflanzenanlage in grösserer Höhe bei den Rochers de Naye, den Alpengarten Rambertia, abgelöst.